# Lurcy-Lévis
Lurcy-Lévis ist ein zentralfranzösischer Ort und eine Gemeinde mit 1.852 Einwohnern (Stand 1. Januar 2022) im Département Allier im Norden der Region Auvergne-Rhône-Alpes.

## Lage
Der Ort Lurcy-Lévis, zu dem auch mehrere Einzelgehöfte gehören, liegt in der fruchtbaren und waldreichen Landschaft des nördlichen Bourbonnais in einer Höhe von etwa 220 m über dem Meer. Die Stadt Moulins befindet sich rund 45 Kilometer Fahrtstrecke südöstlich, die bereits zu Burgund gehörende Stadt Nevers liegt etwa 45 Kilometer nordöstlich.

## Geschichte
Die Existenz des Ortes ist seit dem 11. Jahrhundert überliefert; der damalige Lehnsherr war Eudes de la Porte. Im 12. Jahrhundert entstand die romanische Kirche Saint-Martin. Im Jahr 1422 kam der Ort als Mitgift in den Besitz der ehemals bedeutenden Familie Lévis, deren Mitglieder lange Zeit Kammerherren der Herzöge des Bourbonnais waren. In der Folgezeit erlebte er einen kulturellen und wirtschaftlichen Aufschwung, von dem noch das ehemalige Palais de Justice Zeugnis ablegt.

### Bevölkerungsentwicklung
Im 19. Jahrhundert stieg die Zahl der Einwohner von etwa 2.000 auf zwischenzeitlich über 4.000 Personen an. Aufgrund der Reblauskrise im Weinbau und der Mechanisierung der Landwirtschaft sank die Einwohnerzahl der Gemeinde danach kontinuierlich bis auf die Tiefststände der letzten Jahrzehnte ab.
| Jahr      | 1962 | 1968 | 1975 | 1982 | 1990 | 1999 | 2006 | 2012 | 2019 |
| Einwohner | 2400 | 2429 | 2292 | 2294 | 2080 | 2092 | 2128 | 2026 | 1881 |

## Wirtschaft
Jahrhundertelang lebten die Einwohner von Lurcy-Lévis als Selbstversorger von der Landwirtschaft, zu der auch der Weinbau gehörte; hinzu kamen regionaler Kleinhandel und Handwerk. Während der Reblauskrise gegen Ende des 19. Jahrhunderts kam der Weinbau zeitweilig völlig zum Erliegen, doch werden mittlerweile wieder Rot-, Rosé- und Weißweine produziert, die über die Appellation ‚Val de Loire‘ vermarktet werden. Einige der leerstehenden Häuser des Ortes wurden zu Ferienwohnungen (gîtes) umgebaut.

## Sehenswürdigkeiten
- Der Kleeblattchor (Trikonchos) der ehemaligen Prioratskirche und heutigen Pfarrkirche Saint-Martin entstand im 12. Jahrhundert; das mit Spitzbögen versehene Querhaus, die rippengewölbte Vierung und das von einem riesigen Dachstuhl überspannte Kirchenschiff sind Werke des 14. Jahrhunderts. Das zweigeteilte und von Kielbögen bekrönte spätgotische Westportal wurde im 15. Jahrhundert hinzugefügt. Der Kirchenbau ist bereits seit dem Jahr 1937 als Monument historique anerkannt.[2]
- Die ehemals dreiflügelige Anlage des Château de Lévis hat zwar ältere Ursprünge, stammt in ihrer heutigen Form jedoch überwiegend aus dem 17. und 18. Jahrhundert; sie befindet sich in Privatbesitz und ist seit dem Jahr 1945 als Monument historique eingestuft.[3]
- Die Ursprünge des am Ortsrand gelegenen mittelalterlich anmutenden Château de Béguin liegen zwar im 15. Jahrhundert, doch entstammt sein heutiges Erscheinungsbild weitgehend den Restaurierungs- und romantisierenden Neuschöpfungsmaßnahmen des 19. Jahrhunderts. Es dient heute als Nobelhotel und -restaurant.
- Von lokaler bzw. regionaler Bedeutung sind eine Radrennbahn (vélodrome) und ein Kleinflugplatz (aérodrome).
- Die Motorsport-Rennstrecke Circuit de Lurcy-Lévis befindet sich in der Gemeinde.
- Street Art City ist ein Kulturprojekt für urbane Kunst am Stadtrand.

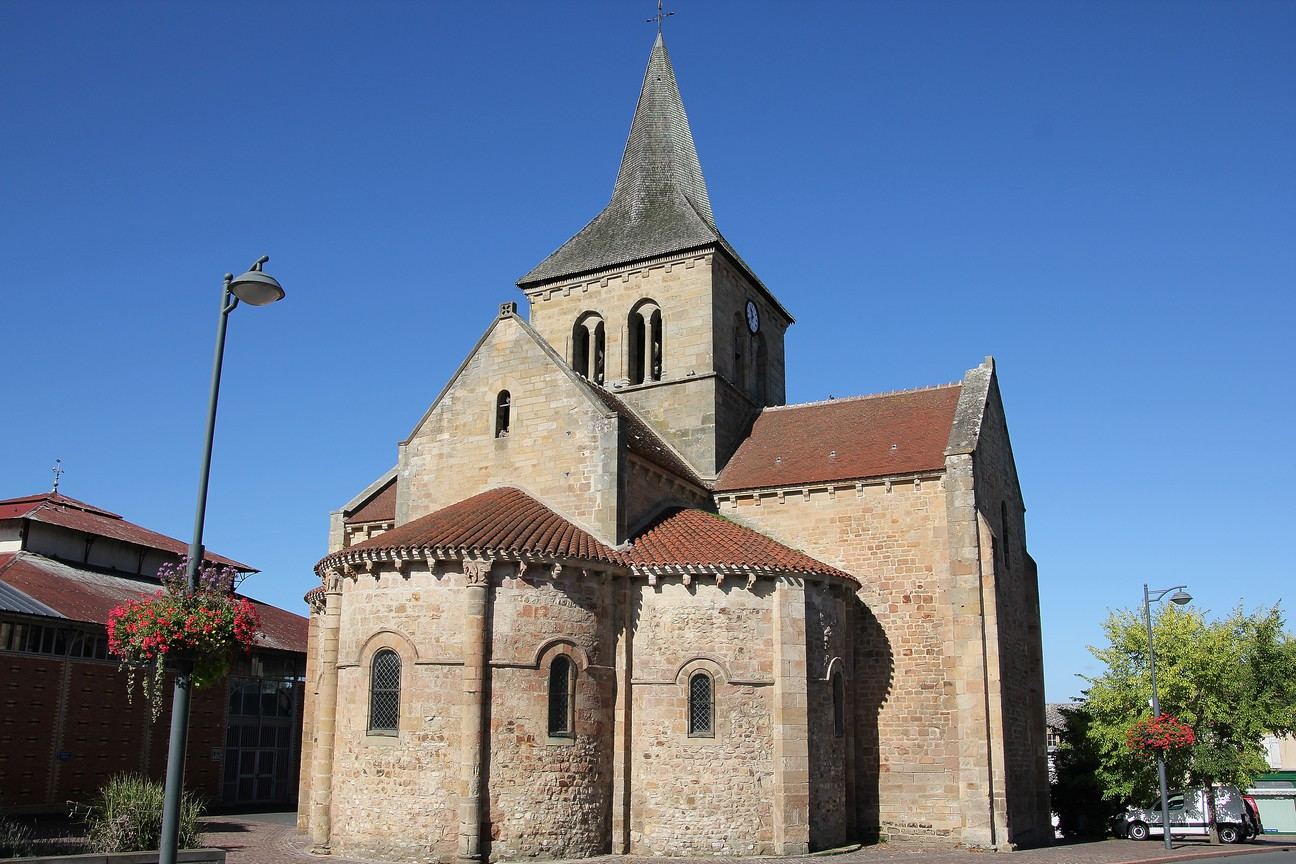
Kirche Saint-Martin
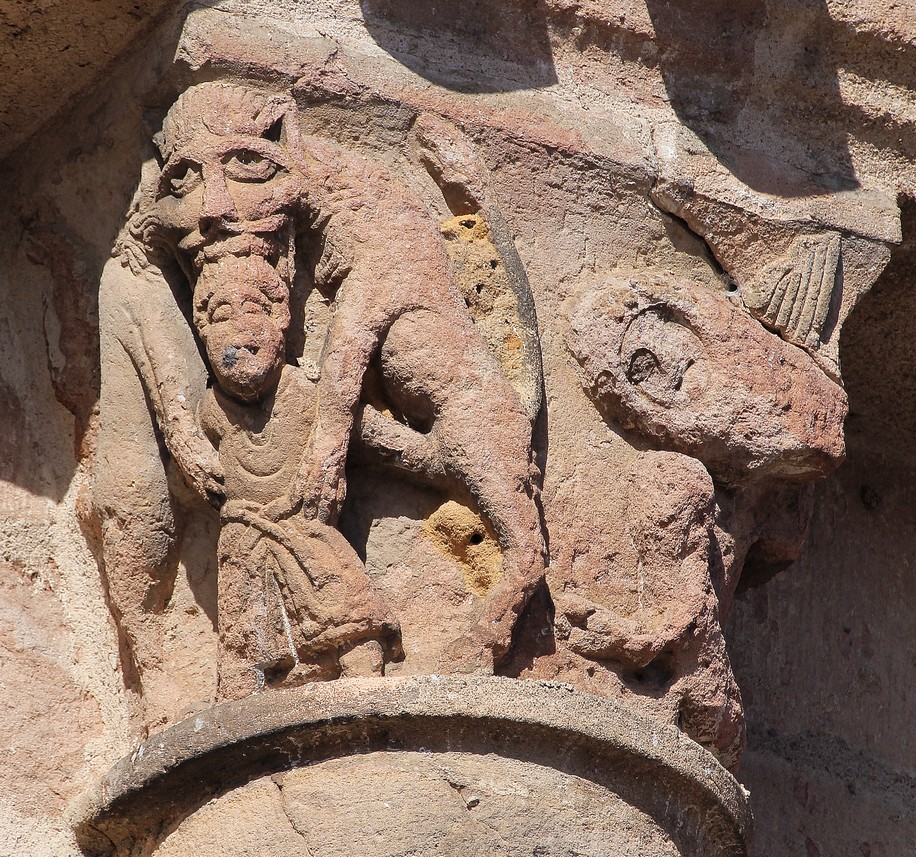
Kapitell der Kirche Saint-Martin